# カリンガ州

カリンガ州

カリンガ州（カリンガしゅう、Province of Kalinga）は、フィリピン北部ルソン島のコルディリェラ行政地域（Cordillera Administrative Region, CAR）に属する州である。北にアパヤオ州、西にアブラ州、南にマウンテン州、東にカガヤン・バレー地方のイサベラ州、カガヤン州と接している。1995年2月14日、旧カリンガ・アパヤオ州（Province of Kalinga-Apayao）が2つに分割されて誕生した。面積は3,119.7km2、人口は212,680人（2015年）、州都はタブク（Tabuk）である。